# Метсеполе
Ме́тсеполе (от лив. Mõtsa pūol — «лесистый край», «лесистая сторона») — историческое государство видземских ливов, располагавшееся на восточном берегу Рижского залива. К югу от Метсеполе находились ливские края Ледурга и Турайда. На востоке простирались земли латгалов — Идумея, Имера и Талава. На севере Метсеполе граничило с эстонской Сакалой.

## Центральное городище
Замок или городище Метсеполе (castrum Mezepol) упомянут в 1226 году. Есть несколько гипотез относительно расположения этого центрального городища края. Наибольшего доверия заслуживают три версии — возле Лиепупе (один из административных центров Салацгривского края), в Скулте у берегов реки Аге (Bielenstein, 1892) или в Лимбажи в городище Кезберкалнс. В Лиепупе возле городища с характерными для средневековье укреплениями по сей день находится древняя церковь. Древняя церковь имеется и в Скулте, но городище здесь совсем небольшое. В письменных источниках 1545 года там упомянут посёлок Месзекуле (лив. küla — «селение»), что, возможно, является далёким отзвуком когда-то просторного Метсепольского края.

## История

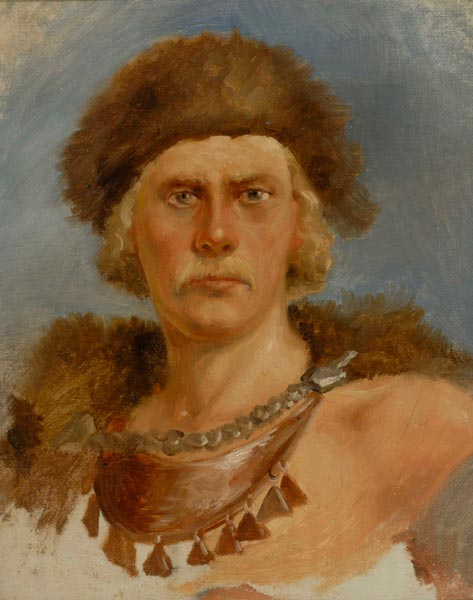
«Молодой ливский воин». Картина Артурса Бауманиса

- В 1206 году рижский епископа Альберт направил в Метсепольском край священника Александра. Он крестил местных ливов и начал строить церковь.
- В 1207 году край попал под управлением Рижского архиепископства.
- В весной 1210 года Метсепольские ливы с устье Аги отправились в Курсу. Им удалось убедить куршей напасть на Ригу, так как после их победы над немецкой флотилией в городе осталось мало крестоносцев.
- Зимой 1210 через Метсеполе против эстонцев Сонтаганы направилось войско немцев, Талавских летов, Гауйских ливов и приглашённых псковских русских. Метсепольские ливы считались неблагонадёжными, и от них были взяты заложники.
- В ответ эстонцы в начале 1211 года опустошили Метсепольский край, «они сожгли пустые деревни и церкви, а со своими жертвоприношениями причинили много поруганий церквам и могилам христианских покойников».[3] Ливы нашли убежища в своих городищах.
- В том же 1211 году через Метсеполе против Турауды прошли несколько тысяч эстонских пехотинцев и всадников; в ответ в походе против Эстонии в Метсеполе собралось большое войско крестоносцев, ливов Каупо и Цесисских латгалов. После в 1211 в Метсеполе и в других соседних областях начался мор, в результате которого умерла бо́льшое число ливов.
- В начале 1215 года трёхлетнего перемирия с эстонцами шеститысячное войско немцев, латгалов и ливов заново пересекло Метсепольский край; тогда впервые упоминается главная река края Салаца.
- В апреле 1215 года Сааремские эстонцы возле берегов Метсепольский Аги до смерти замучили священника Фридриха. Во время большого военного похода того же года эстонцы в Метсеполе подожгли все посёлки «но немогли найти не одного лива, так как все с жёнами и детьми убежали в свои городища».

## Ливское население
Судя по названию края, а также по небольшому числу археологических памятников, край был лесистый, болотистый и малонаселённый. Об этом и свидетельствует этимология ливского городища Лемеселе («остров в лесистом болоте») на территории нынешнего Лимбажи. Во времена Ливонии (до 1561 года) бывшая Метсеполе входила в так называемый ливский край Рижского архиепископства (в противоположность латышскому краю Рижского архиепископства).
Дольше всего ливский язык сохранялся в окрестностях Салацгривы. Во второй половине XVIII века церковь запретила разговаривать на ливском и учить этому языку детей. Происходило расселение ливов среди латышей, однако их молодёжь по-прежнему собирается вместе и разговаривает на ливском.
Хотя со стороны немецких помещиков отношение ко всему ливскому было очень негативное, но в то время наблюдается и интерес к этому народу. Так священники — салацгривский Бургард и рижский Юстусс фон Эсен собирали материалы про язык салацских ливов и в 1770 году публиковали собранный материал. В сборнике было свыше 100 слов и поговорок видземских ливов.
В 1828 году в Светциемсе жили 260 ливов. Однако уже в 1846 году экспедиция, возглавляемая финским языковедом и этнографом Шёгреном, в Светциемсе в 16 хуторах обнаружила лишь 22 человека, говорящих на ливском. Тем не менее можно предположить, что количество ливов в краю было выше. В 1857 года сообщается про, возможно, последнего носителя ливского языка в Видземе, 75 летнего хозяина Лиелмежа.
Почти вся территория древнего Метсеполе входит в ареал видземских говоров ливского диалекта, — одного из трёх диалектов латышского языка. Многие местные топонимы имеют ливское происхождение. В Стайцеле открыт музей видземских ливов, где показано ливское наследие края.